# 西湖蝙蝠穴およびコウモリ

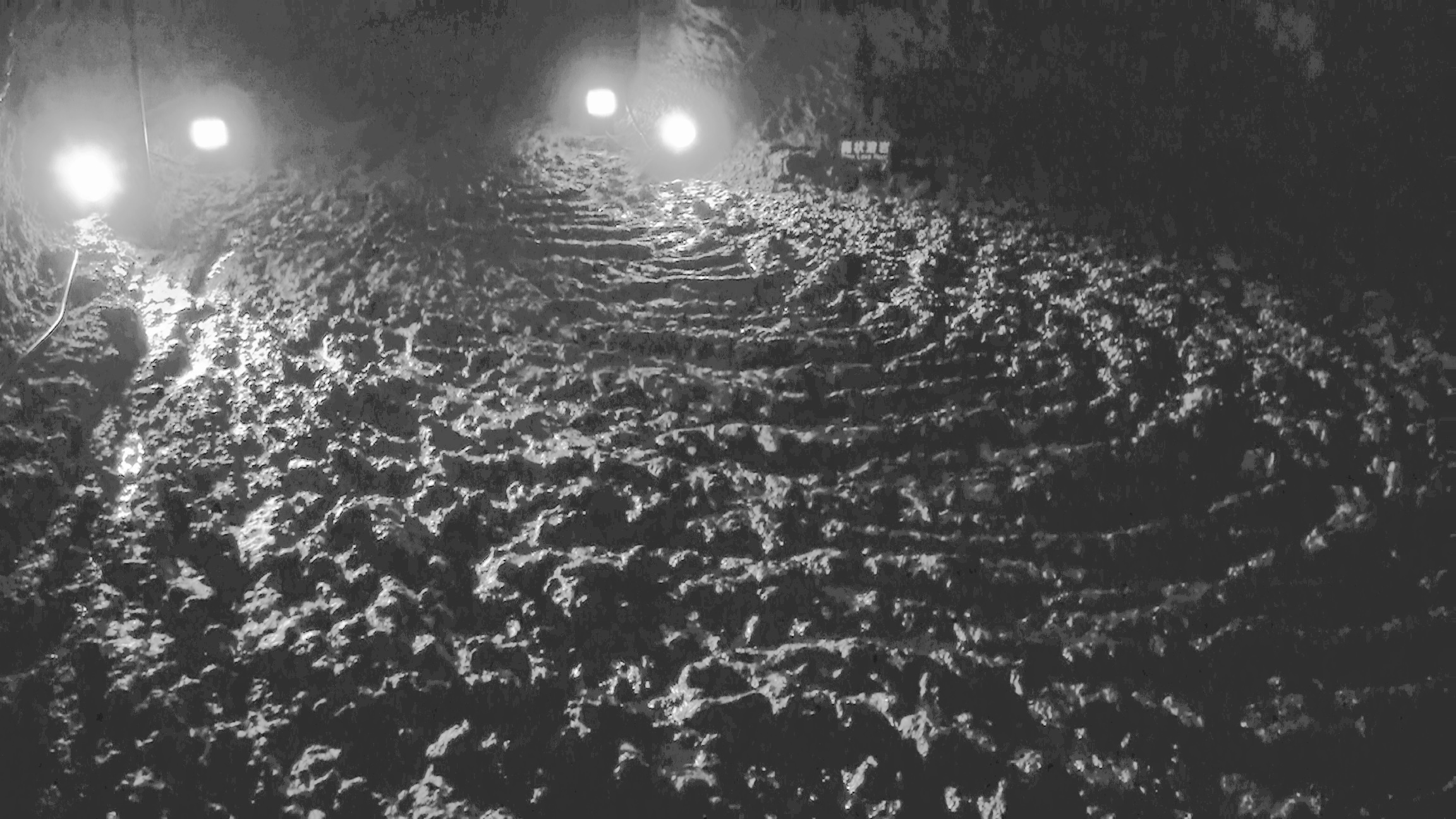
西湖コウモリ穴の縄状溶岩（2012年9月28日撮影）

西湖コウモリ穴（さいこコウモリあな）は、山梨県南都留郡富士河口湖町西湖地区にある、コウモリの棲息地として知られる溶岩洞穴である。1929年（昭和4年）12月17日に「西湖蝙蝠穴およびコウモリ」の名称で国の天然記念物に指定された。天然記念物に指定された基準は、「溶岩洞穴」（地質・鉱物）、および「コウモリの棲息地」（哺乳類の棲息地）という複合的なものである。洞穴内への無差別な立ち入りなどにより、一時はコウモリの姿がほとんど見られなくなった時期があったが、1990年代から始まった関係者による保護活動により、徐々にではあるが再びコウモリの生息が確認されるようになった。
コウモリ穴への入り口建物に隣接して、「西湖ネイチャーセンター」が最近建てられた。

## コウモリ穴

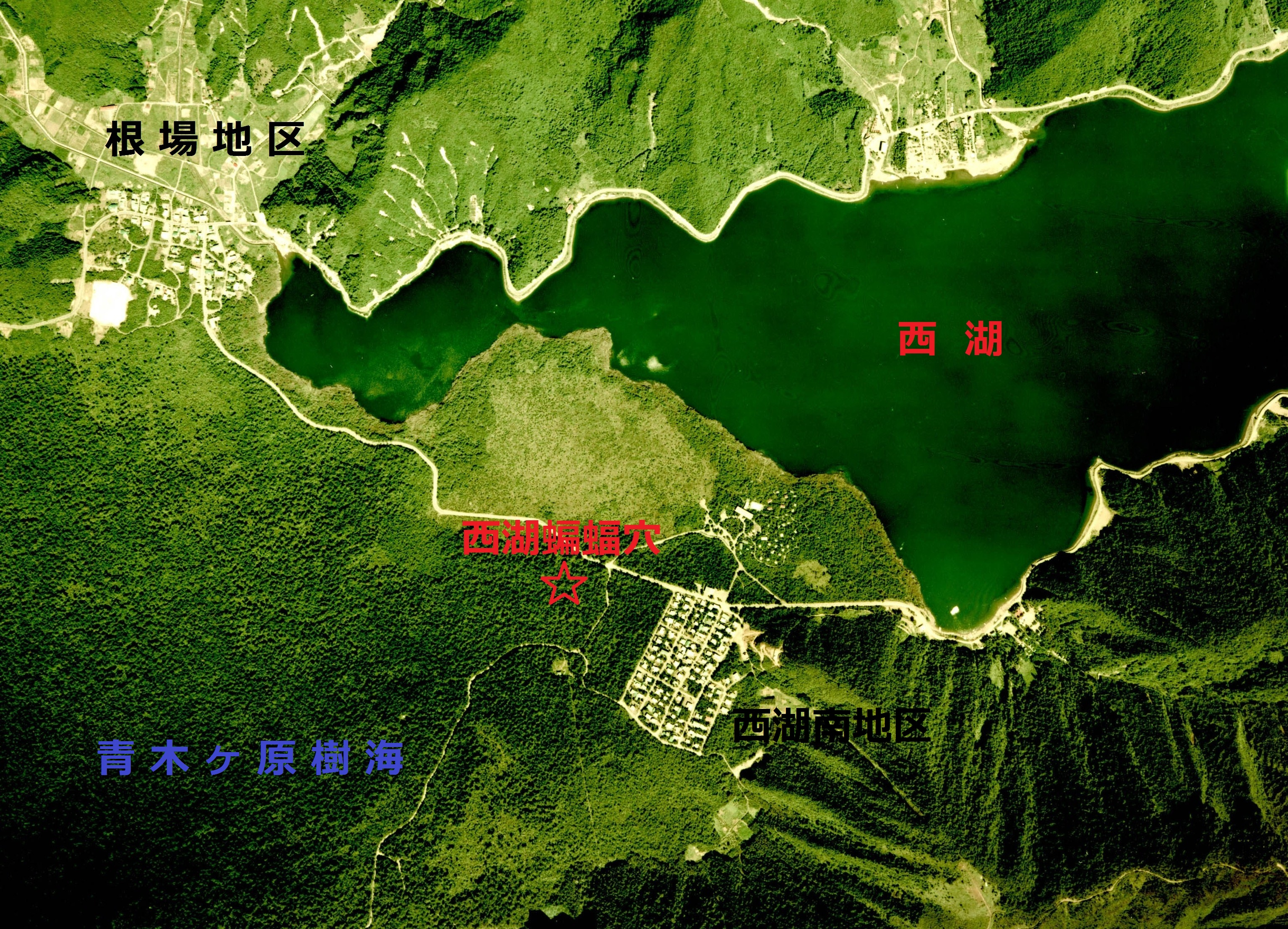
西湖南西部付近の空中写真。
画像中央下部に見える区画整理された住宅地が、根場地区（画像左上角）から集団移転した西湖南地区。西湖コウモリ穴は、そのすぐ西側（画像中央部）の深い樹海内にある。
。（1975年撮影）

西湖コウモリ穴は、富士五湖のひとつ西湖西岸から約640メートル西側の標高925メートルに位置している。この付近は富士山北西麓に広がる青木ヶ原樹海の北東端にあたり、富士箱根伊豆国立公園の特別地域に指定された鬱蒼とした深い原生林の中にある。
西湖コウモリ穴の総延長は386.5メートルであるが、これは富士山麓に多数ある溶岩洞穴の中でも規模が大きく、洞穴の内部は複数の支洞が迷路状に発達した立体的な構造をしている。この洞穴を含む青木ヶ原樹海一帯は、864年（貞観6年）から866年（貞観8年）にかけて発生した貞観大噴火と呼ばれる大規模な火山活動によって流出した大量の溶岩流によって形成されたものである。この噴火活動は、かつて富士山北麓に存在した広大な湖である剗の海（せのうみ）の大半を埋没させたが、流れ込んだ熔岩流によって分断された形で残った湖が、現在の富士五湖のうちの2つ、西湖と精進湖である。
青木ヶ原樹海一帯に多数存在する溶岩洞穴のほとんどが、この貞観大噴火によって作られたものであるが、西湖コウモリ穴は熔岩流が湖を埋めた末端近くの場所であるため、大量の熔岩流が湖に流れ込んだ際、沸騰した湖水からガス化した水分の補給を受けることにより、複数の空洞が上下方向に連結したことによって、立体的かつ迷路状の複雑な構造になったと考えられている。
西湖コウモリ穴周辺の植生は、ツガ、ウラジロモミ、ゴヨウマツ等の針葉樹を主体として、ミズナラ、コナラ、カエデ等の広葉樹が密生し、昼でも暗い森を作っている。このため太陽光が樹下に入らず、草木類はほとんど生育せず地表は一面コケ類に覆われている。入洞受付から洞穴口までの数百メートルはトレイルが整備されており、これら青木ヶ原樹海特有の植生を間近に観察することができる。トレイルの終点にある凹地に西湖コウモリ穴の洞口がある。

### 洞内生成物

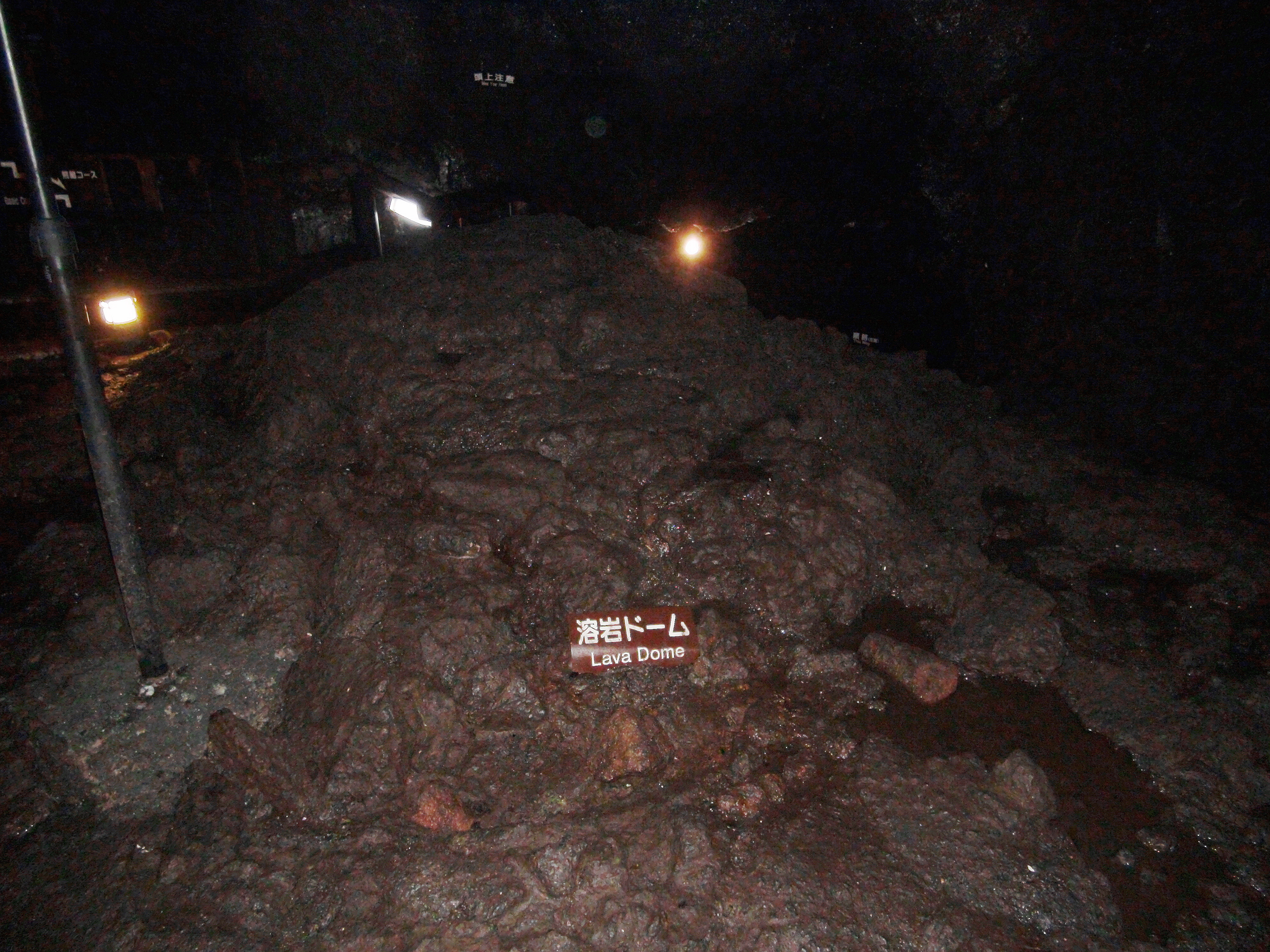
溶岩ドーム。

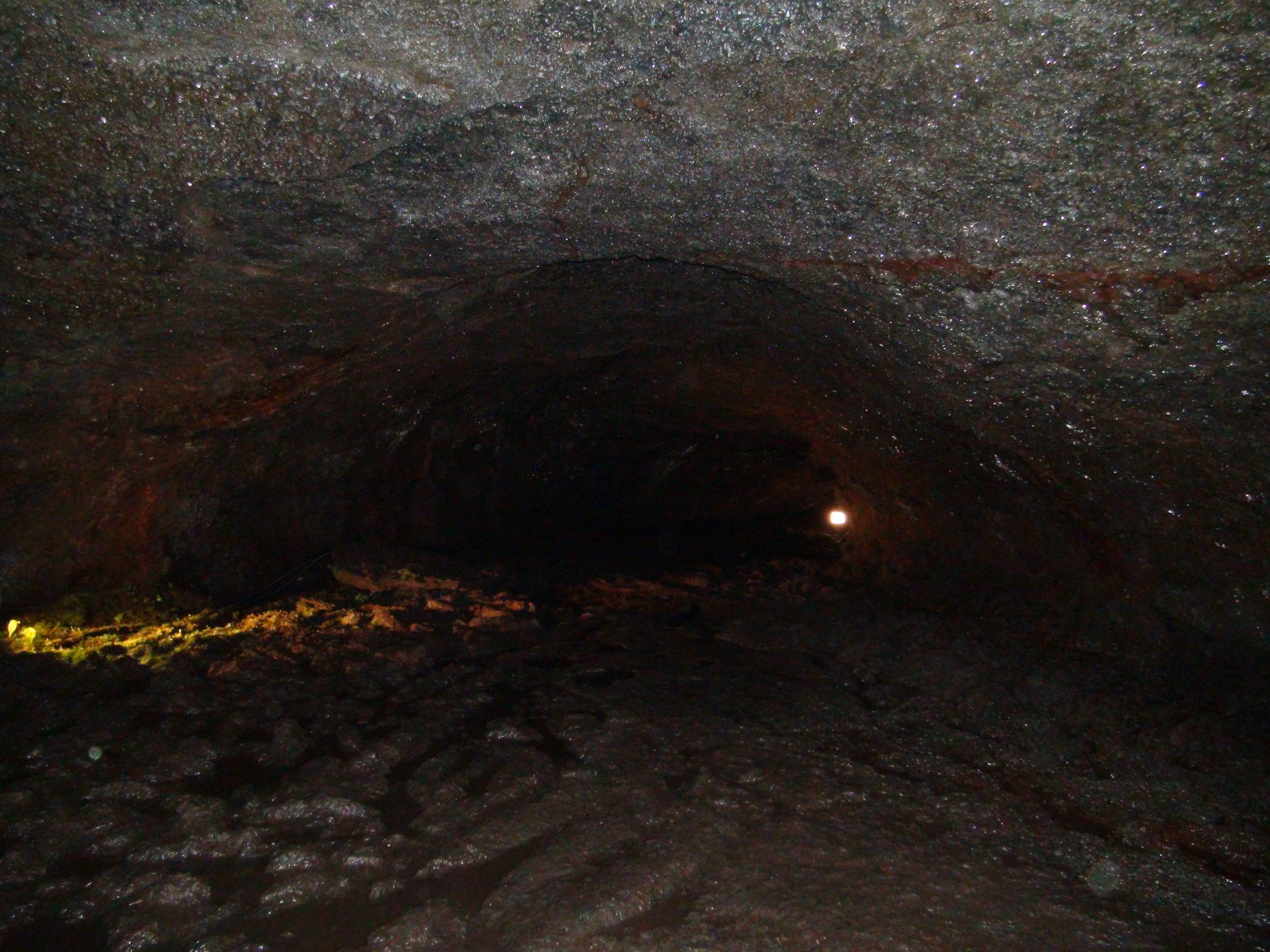
床面は柔らかい泥のように見えるが、固まった硬い溶岩である。

2018年現在、西湖コウモリ穴は有料一般公開されており、洞内環境に配慮した最低限の照明施設が整備されているが、所々に天井の非常に低い場所があるため、頭を保護するためのヘルメットが入洞受付で貸し出されている。洞内には、溶岩ドーム、縄状溶岩、溶岩棚など、溶岩洞穴特有の形状が多数見られる。
溶岩ドーム（Lava Dome）は、西湖コウモリ穴が形成された際、水蒸気を主体とするガスが1ヶ所に集まって出来たもので、西湖コウモリ穴で最も広いホール状の空間の中央付近には、直径約1.5メートル、高さ約50センチの溶岩ドームが現存している。
縄状溶岩（Corded Lava）は、西湖コウモリ穴を代表する景観のひとつで、溶岩の流れた方向の様子が分るものである。粘性の少ない溶岩が、傾斜のゆるい所に流れてきた際、熱く熱したマグマの表面は固結するが、内部は未だ柔らかいため、固結した上部の部分が薄皮のようになり、下部である内部の柔らかい部分の流動に引っ張られ、ロープを何本も並べたような凹凸の激しい縞模様が形成される（記事冒頭の画像参照）。
溶岩鍾乳石（Lava Stalactites）は、洞内天井部のところどころに滴（しずく）のように垂れ下がっているもので、マグマが外気に触れ冷えて固まる際にできたものである。洞内の天井が蒲鉾状になった部分に多く見られる。また蒲鉾状になった付近は天井の高さが1メートルほどしかない。
溶岩棚（Lava Shelf）は、マグマがまだ固まり切っていない柔らかい段階で洞穴の側面が剥がれ落ち、その後に固まったことにより棚のように見えるもので、西湖コウモリ穴の最奥部付近には2段、3段になったものが見られる。
また、西湖コウモリ穴特有のものとして、珪藻土線（Diatom Earth Line）がある。これは微生物の一種である珪藻という植物の遺骸が洞内の壁面に付着したもので、珪藻土の一種である。西湖コウモリ穴が形成された際に溶岩によって埋め立てられた剗の海の、かつての湖面標高水位を示すものと考えられており、この白く見えるラインの位置は、現在の西湖の湖面標高（900メートル）より約20メートル高い位置に当たる。

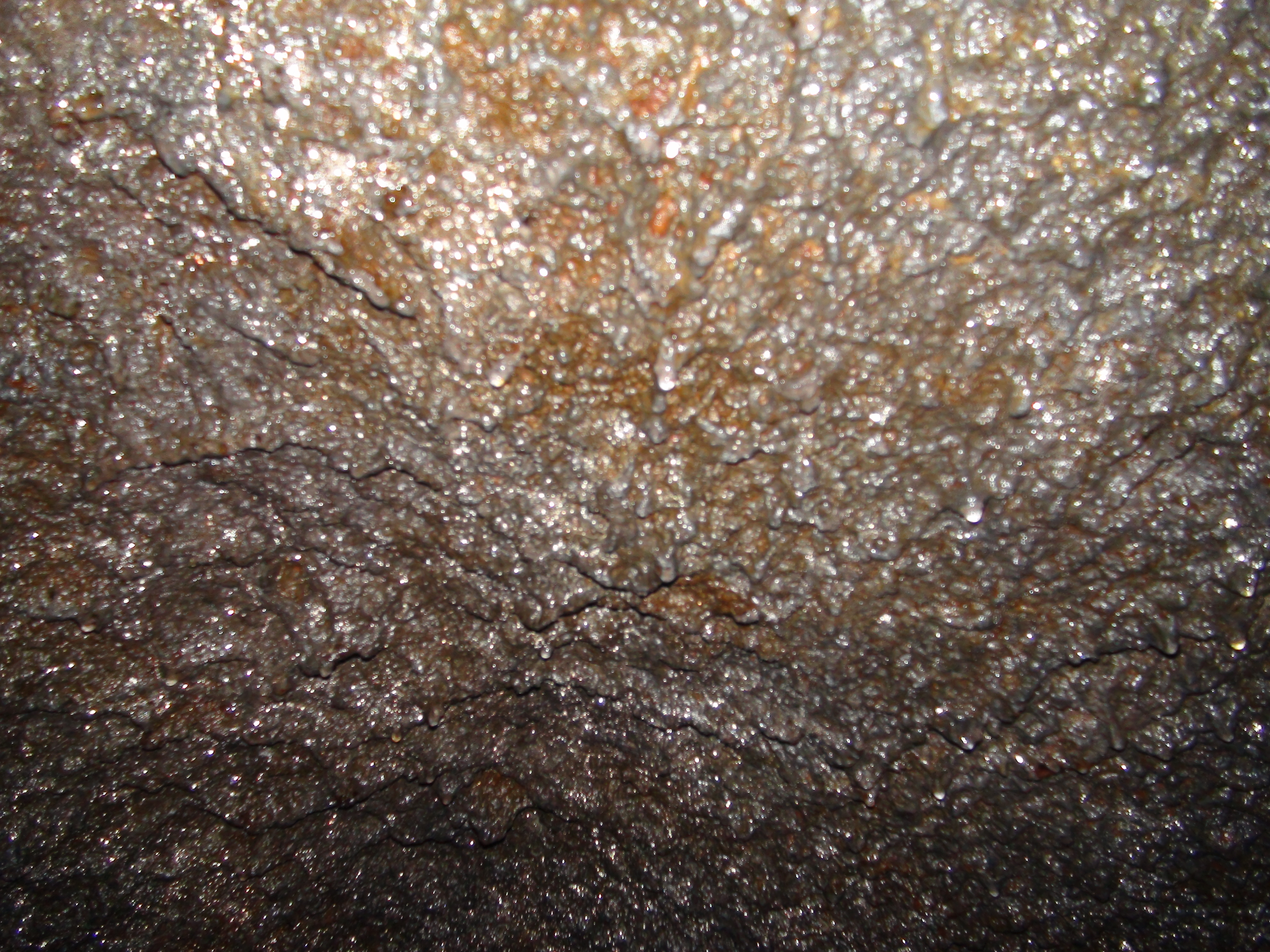
溶岩鍾乳石
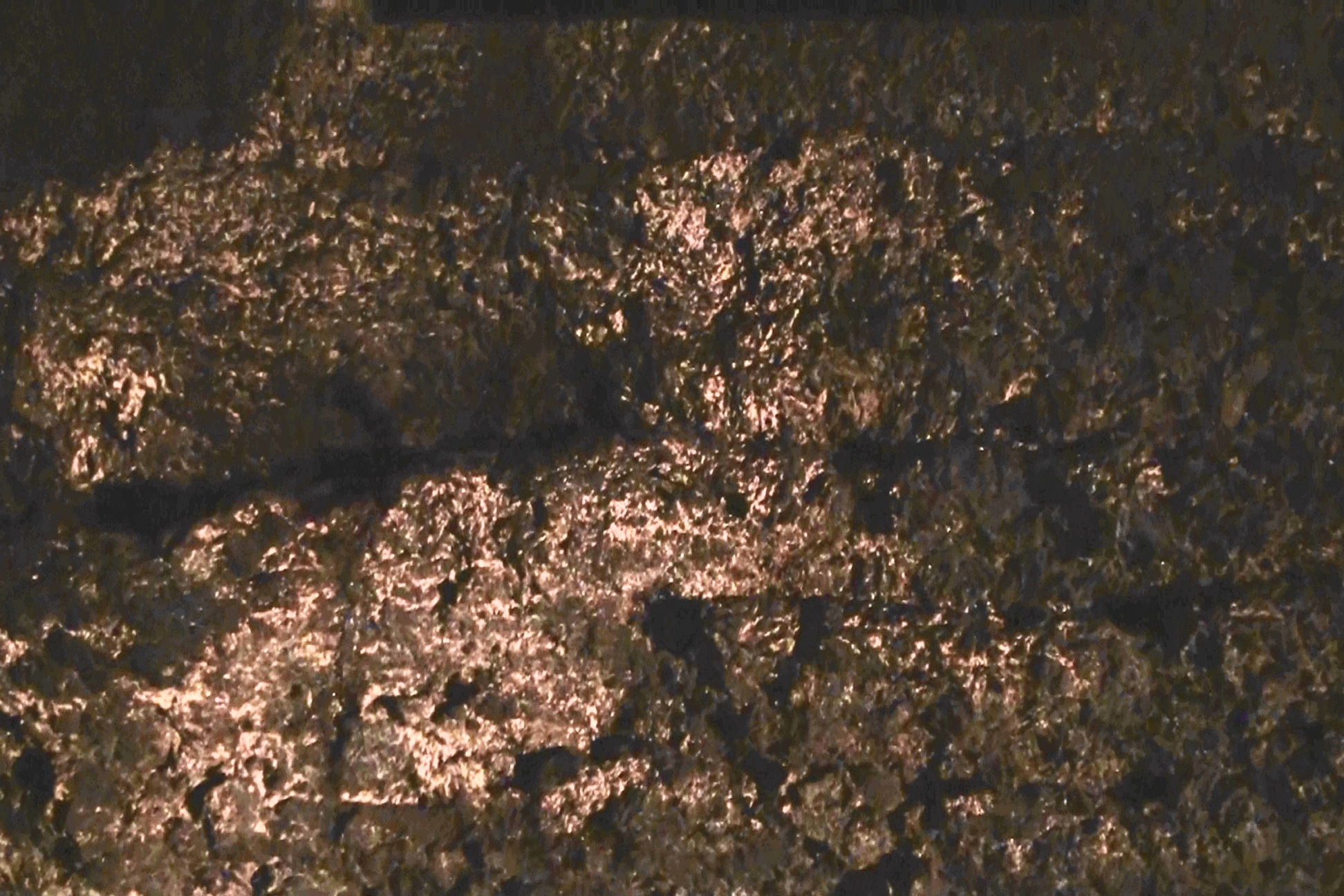
珪藻土線
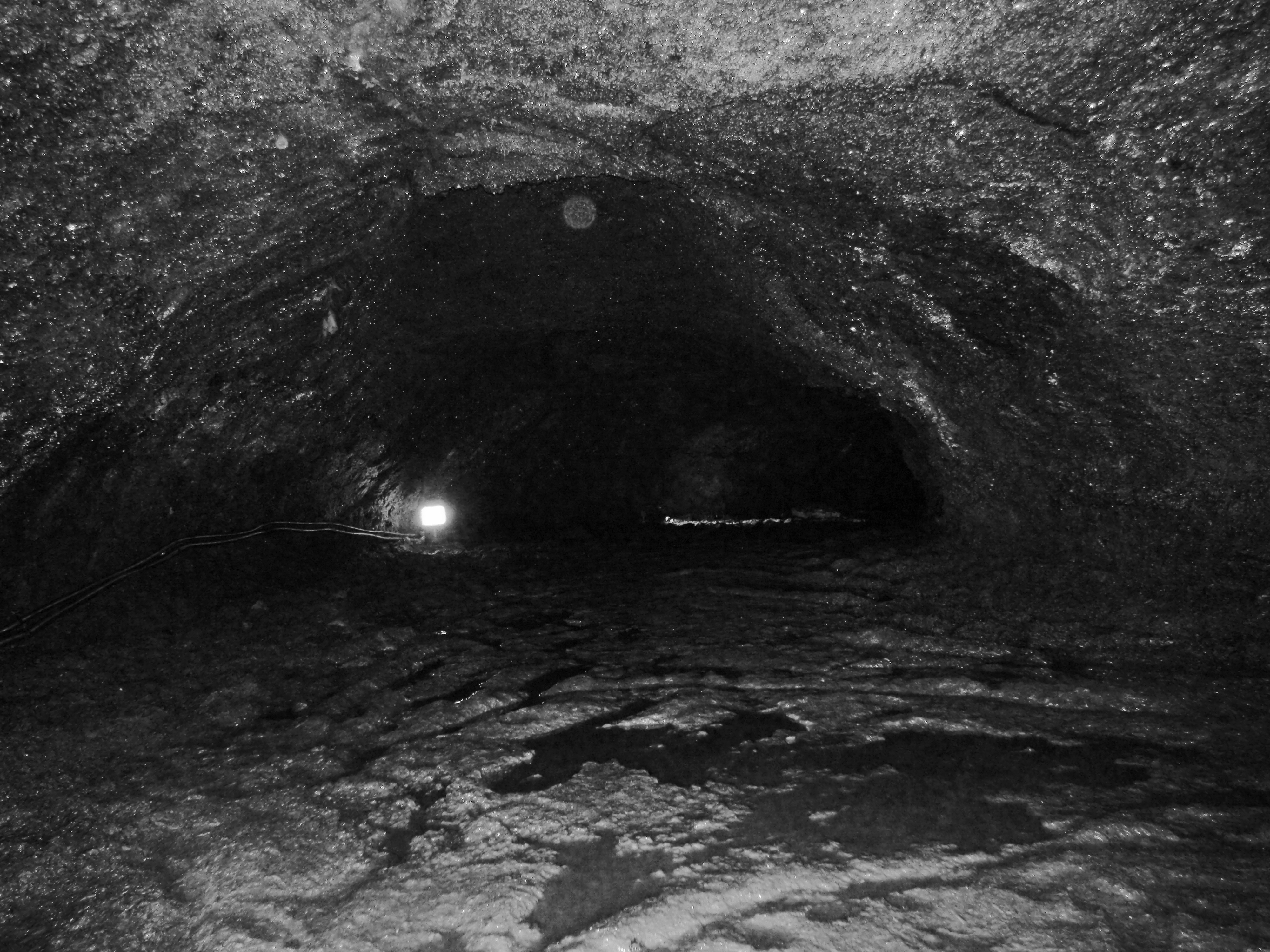
蒲鉾型の洞内
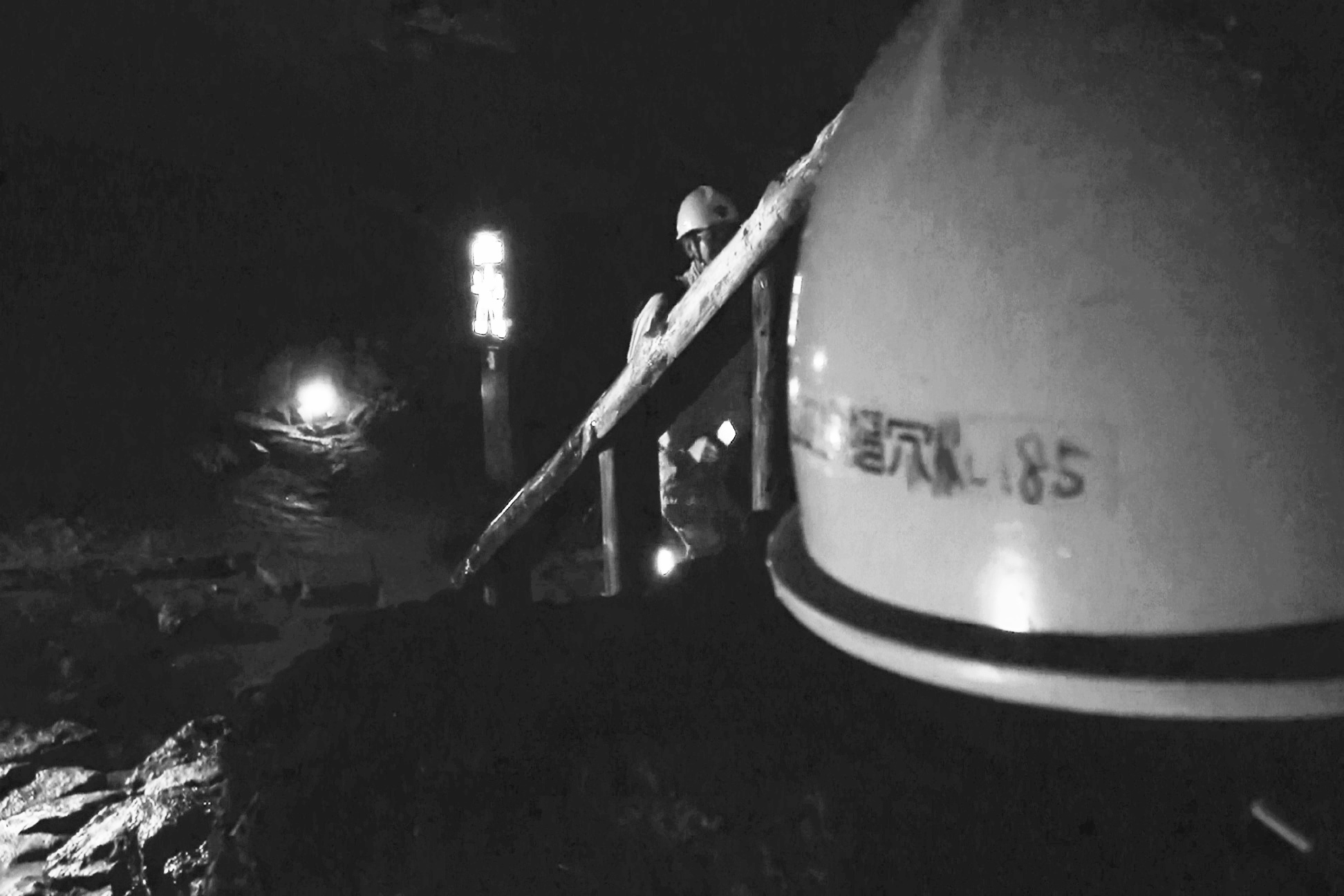
貸出のヘルメット

## コウモリの保護

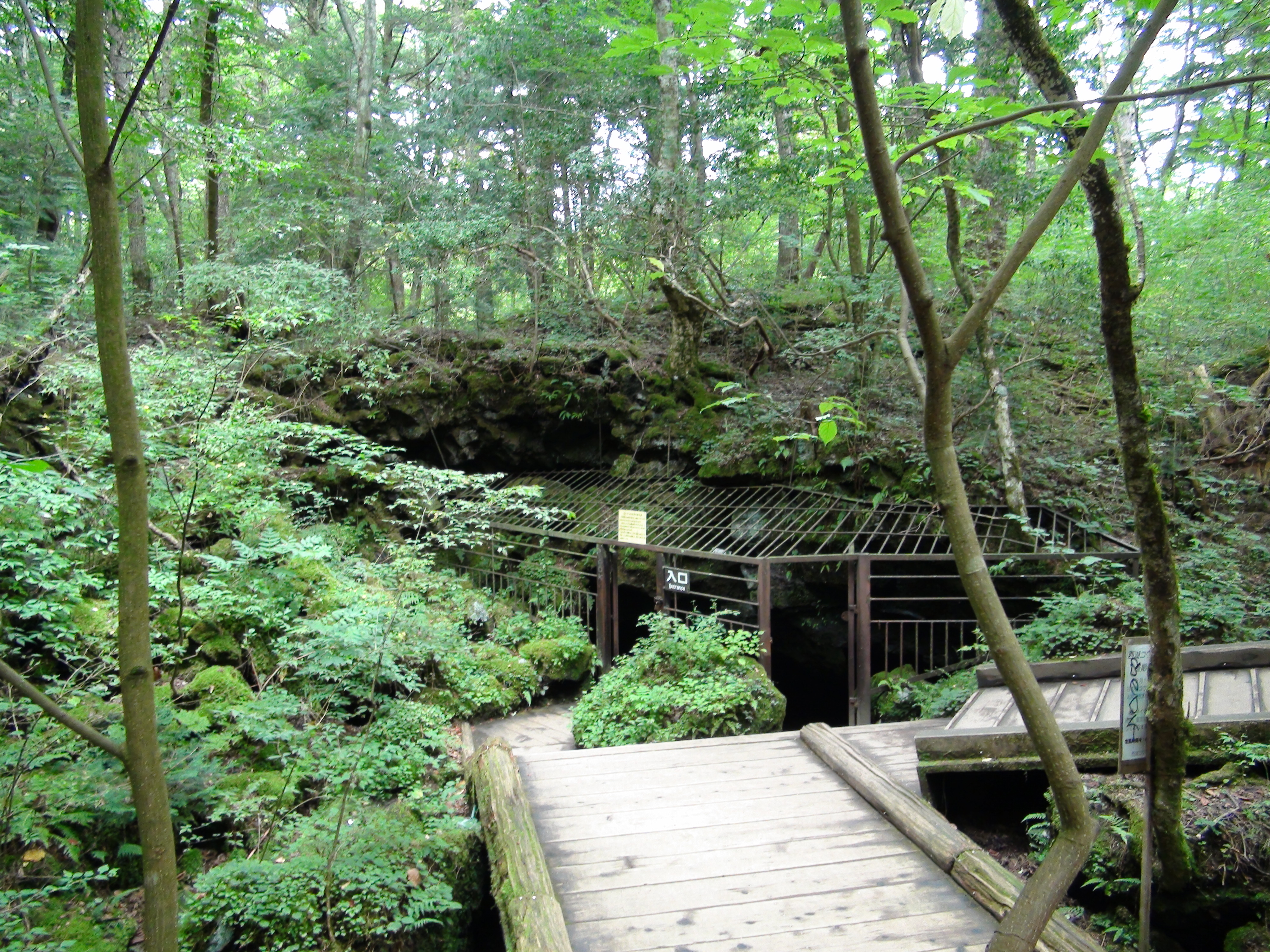
西湖コウモリ穴入口。コウモリの出入りが可能な隙間を残して、鉄格子で保護されている。

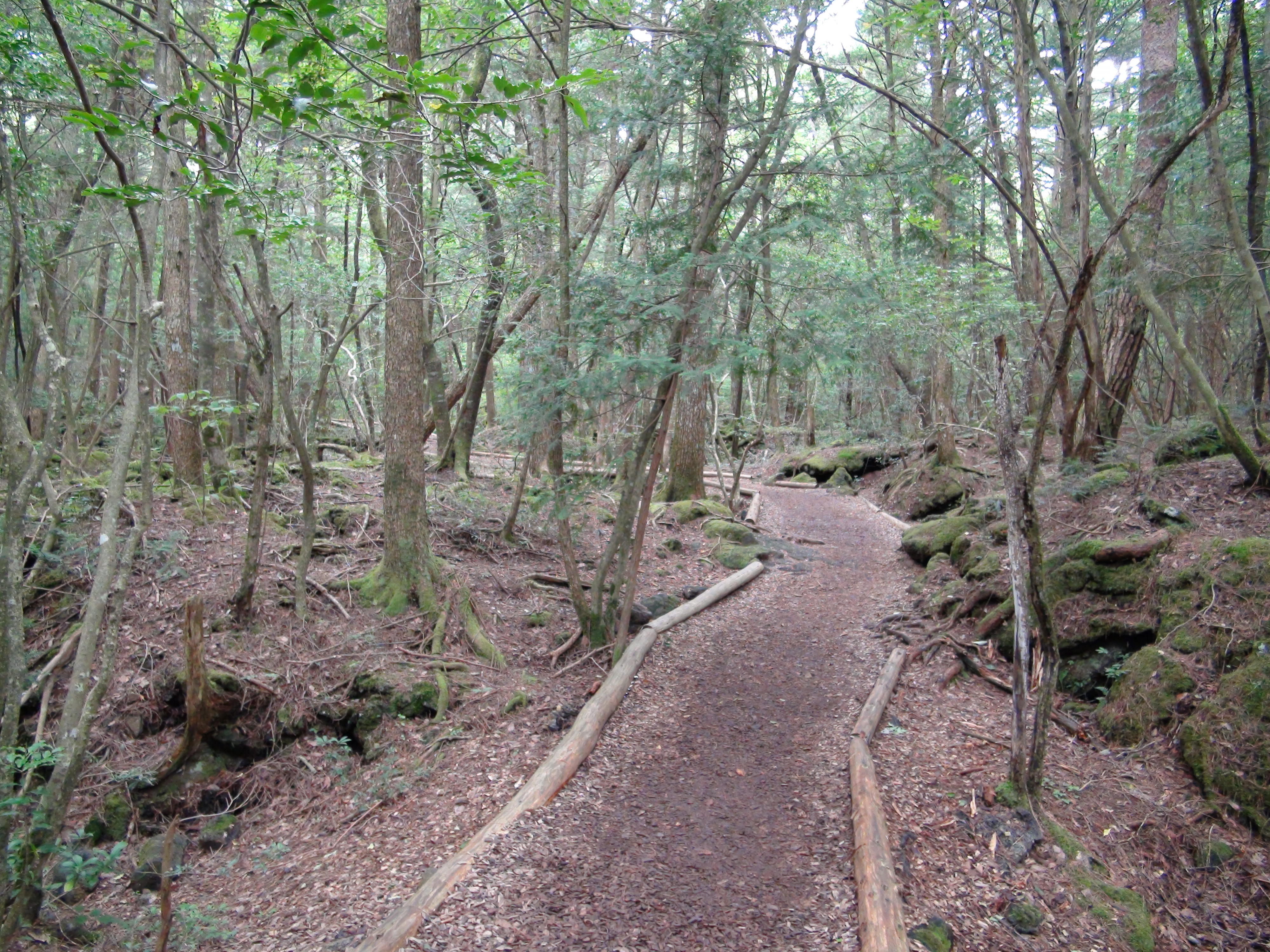
洞穴へ向かう樹海内のトレイル。

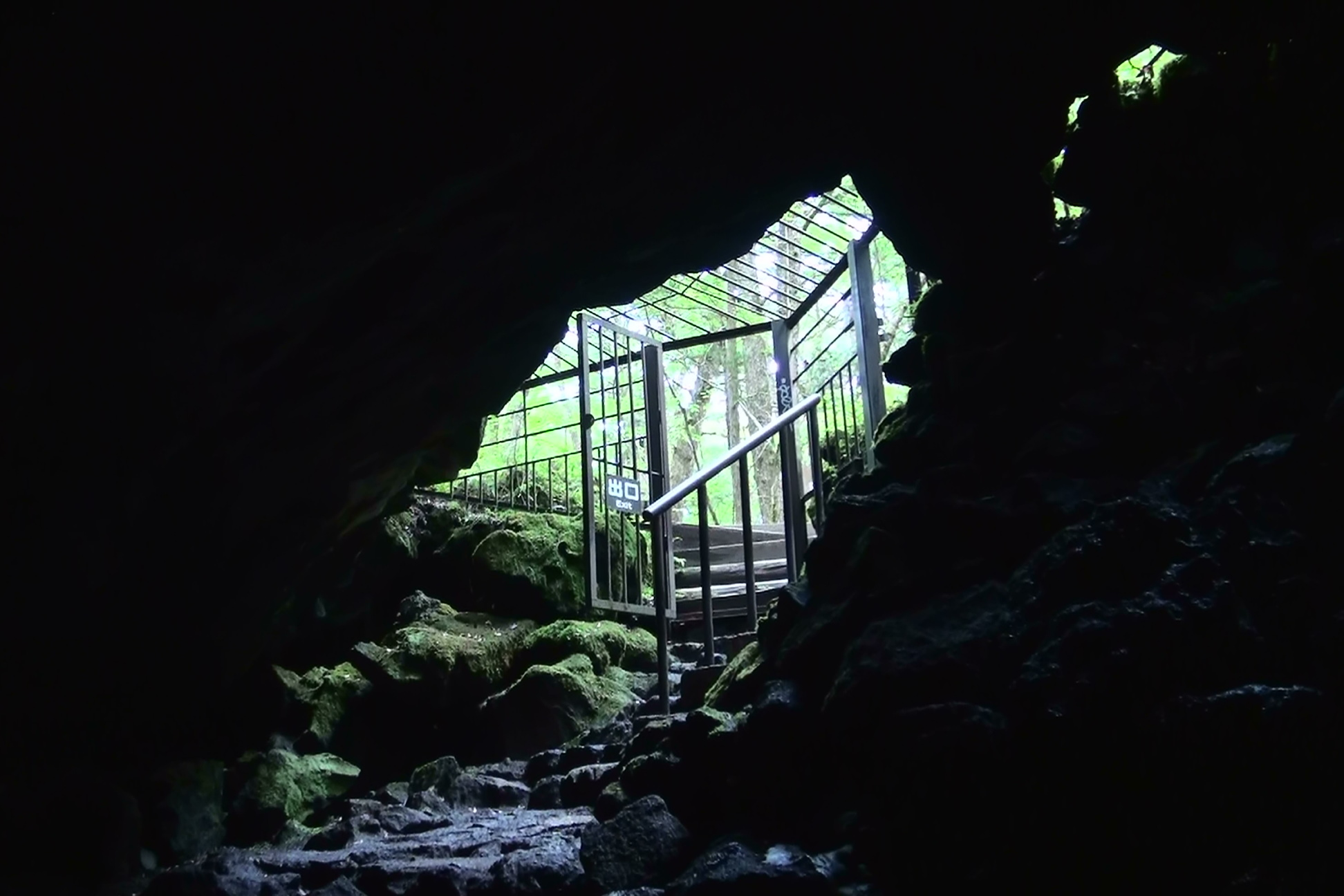
洞口を内部から見た様子。

西湖コウモリ穴内部の温度は、富士山麓にある他の溶岩洞穴と異なり、季節を通じて温暖であるため、古くから多数のコウモリが冬眠のため生息していたが、1966年（昭和41年）に西湖北岸の根場地区で起きた土石流災害（足和田災害）による集団移転に伴い、洞穴周辺の開発が行われたことや、天然記念物の指定後も入洞制限等の措置は取られず、誰でも自由に立ち入ることができたため、一部の心無い入洞者の行為により、当穴のコウモリは一時絶滅寸前にまで追いやられた。
1990年代に入り、山梨県および当時の足和田村によって、洞穴の出入口に鉄格子による防護柵が設置され入洞が制限された。その後、関係者による調査、保護活動など、一定期間の入洞制限が続いたが、貴重な天然記念物の公開意義、自然環境保護への感心の高まりなどから、エコツーリズムによるネイチャーツアーを主体とした一般公開が、1998年（平成10年）4月から始まった。
入洞受付から洞穴までの樹海内の道程は自然環境に配慮したトレイルが設けられ、洞穴口は前述した防護柵により保護されている。また、洞穴最奥部の2ヶ所はコウモリの保護区域として木製の防護柵が設けられ立ち入りが制限されている。さらに、毎年12月1日から翌年3月19日までの冬季期間中はコウモリ保護のため一般の入洞は禁止されている。
こうした取り組みにより、徐々にではあるがコウモリが戻り始めており、2011年12月15日から翌2012年1月15日まで行われた1ヶ月間の生息調査では、コキクガシラコウモリの大きな群れが確認され、コウモリ穴全体でのコウモリ生息数は2012年現在、合計665頭になった。

## 西湖ネイチャーセンター

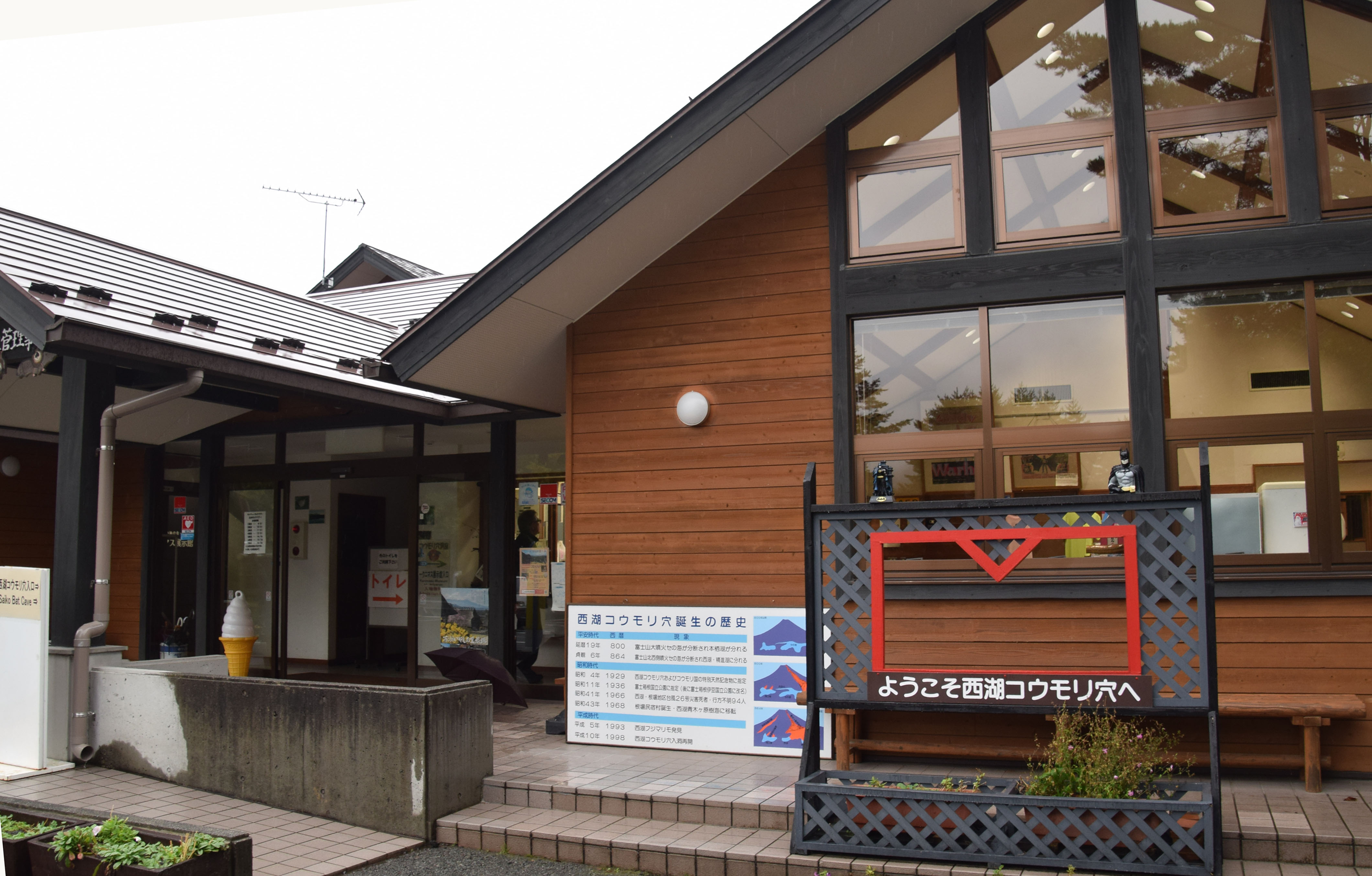
西湖ネイチャーセンター

西湖コウモリ穴の入り口に隣接して「西湖ネイチャーセンター」が設立されていて、富士河口湖町公認ガイドの案内する「青木ヶ原樹海ネイチャー・ガイド・ツアー」が近くの森で実施されたり、過去に秋田県田沢湖で絶滅したとされて後に西湖で発見されたクニマスの生態展示を行なう「－奇跡の魚－クニマス展示館」があり、クニマスの西湖移殖の歴史や生態を学ぶことができる。 

## 交通アクセス
所在地
- 山梨県南都留郡富士河口湖町西湖2068

交通
- 富士山麓電気鉄道河口湖線河口湖駅より
  - レトロバス西湖・青木ヶ原線 西湖コウモリ穴バス停[9]。
  - 西湖民宿村行き コウモリ穴入口バス停[9]
- 中央自動車道、河口湖インターチェンジより約13.1キロ[9]、車で約25分[6]。
  - 入洞時間 9：00-17：00（入洞は16：40まで）
    - 毎年12月1日から翌年3月19日まではコウモリ保護のため入洞禁止。